# Dilophus luteipennis
Espèce
Synonymes
- †Bibio luteipennis Théobald, 1937

Dilophus luteipennis est une espèce fossile d'insectes de l'ordre des diptères, de la famille des Bibionidae, de la sous-famille des Bibioninae et du genre Dilophus.

## Classification
L'espèce Dilophus luteipennis est publiée en 1937 par le paléontologue français Nicolas Théobald (1903-1981) sous le protonyme Bibio luteipennis,. 

### Fossiles
L'holotype A16 ♀, de l'ère Cénozoïque, et de l'époque Chattien ou Oligocène supérieur (28,4 à 23,03 Ma) vient des collections de l'institut géologique de Lyon. Ce spécimen provient du gypse d'Aix-en-Provence, ainsi que son cotypes A86 ♀ de la même collection et de la même provenance que l'holotype,. 

### Reclassement dans le genreDilophus
Cette espèce est recombinée en Dilophus luteipennis par John Skartveit et André Nel en 2017,.

### Étymologie
L'épithète spécifique luteipennis signifie en latin « ailes jaunes ».

## Description

### Caractères
La diagnose de Nicolas Théobald en 1937, : 

« Insecte de teinte brunâtre, ailes jaunes, à stigma noir, ailes ne dépassant pas l'extrémité de l'abdomen. Tête arrondie ; thorax ovale ; abdomen fusiforme, 8 segments, le dernier porte deux lamelles faisant partie de l'appareil génital (A86). Pattes grêles, velues, tibias armés d'un ou de deux éperons ; tarses de 5 articles, le Ier un peu plus long que les autres, le dernier avec deux griffes. Ailes avec stigma noir et court. Rs bifurqué. ».

### Dimensions
La longueur du corps est de 6,5 mm, la tête a une longueur de 0,5 mm ; le thorax a une longueur de 1,5 mm et une largeur de 1,2 mm, l'abdomen a une longueur de 4,5 mm et une largeur de 1,5 mm, les ailes ont une longueur de 4,2 mm et une largeur de 1,7 mm.

### Affinités
« Bien que la nervation des ailes ne soit pas aussi bien conservée que dans la forme précédente, on y reconnait néanmoins les caractères du g. Bibio. Les pattes antérieures bien conservées, n'ont pas de couronne de cils à l'extrémité du tibia ; il ne peut donc pas s'agir d'un Dilophus. ».

## Galerie

Espèces sœurs vivantes des genres Bibio et Dilophus.
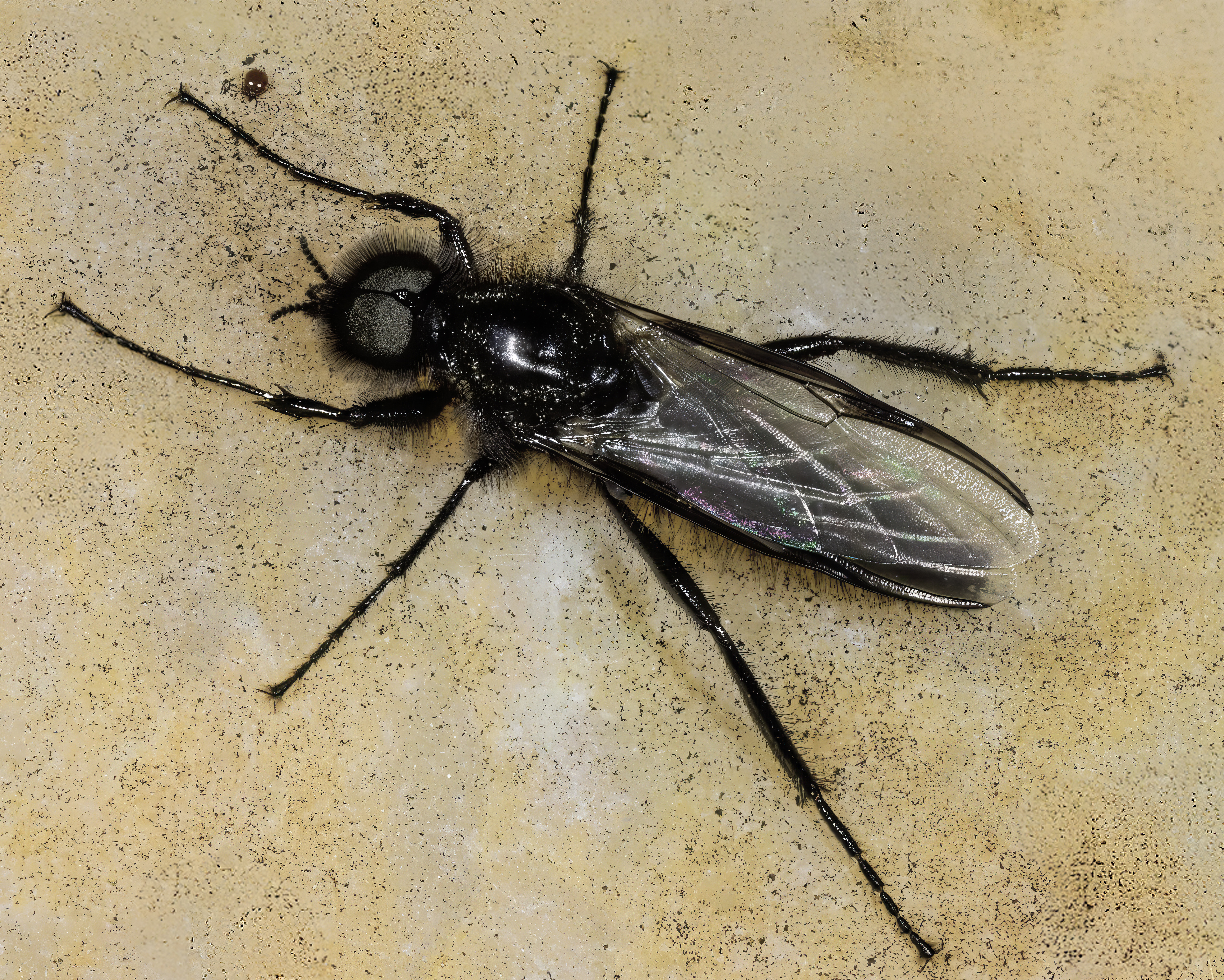
Bibio marci, ♂ - espèce type.
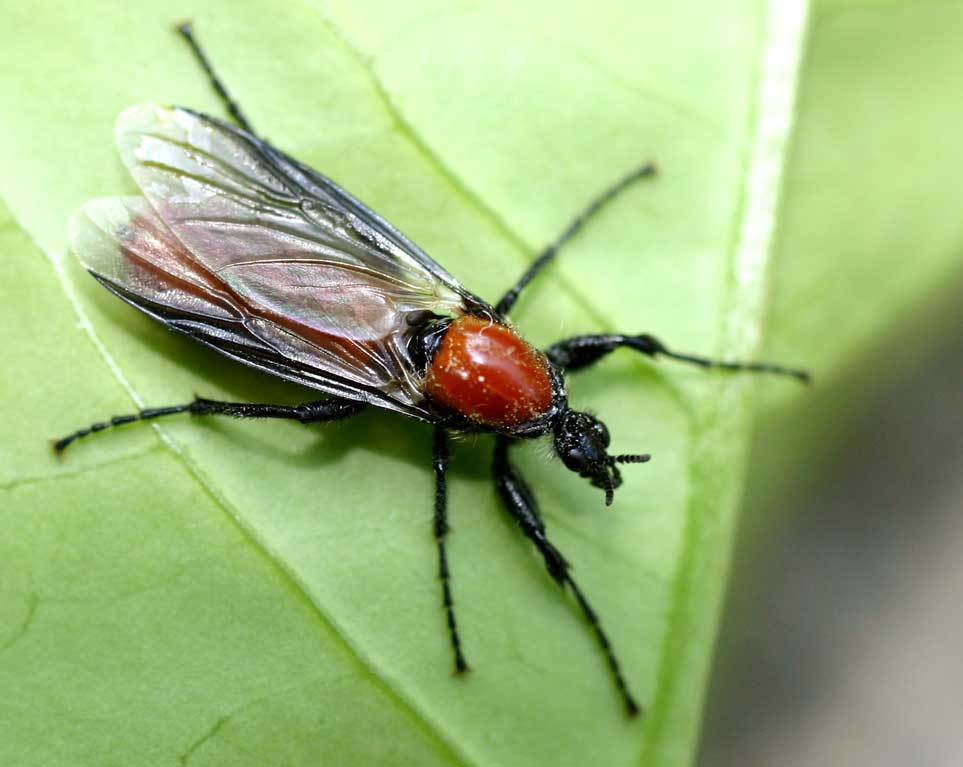
Bibio hortulanus ♀.
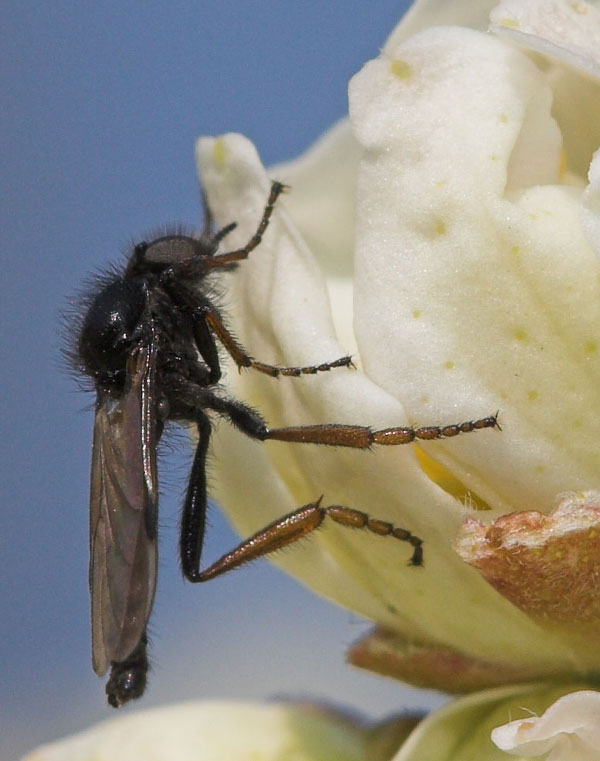
Bibio johannis
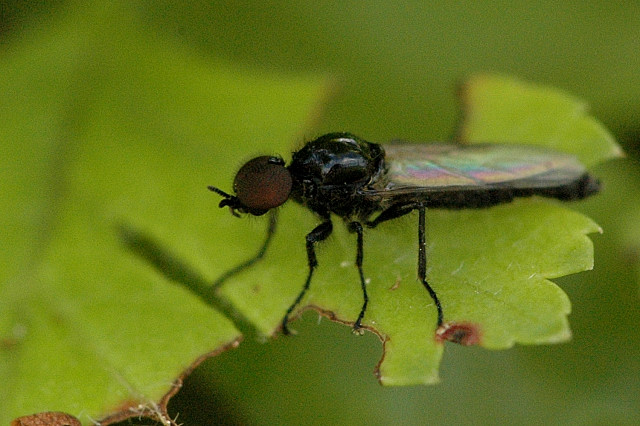
Dilophus febrilis ♂.
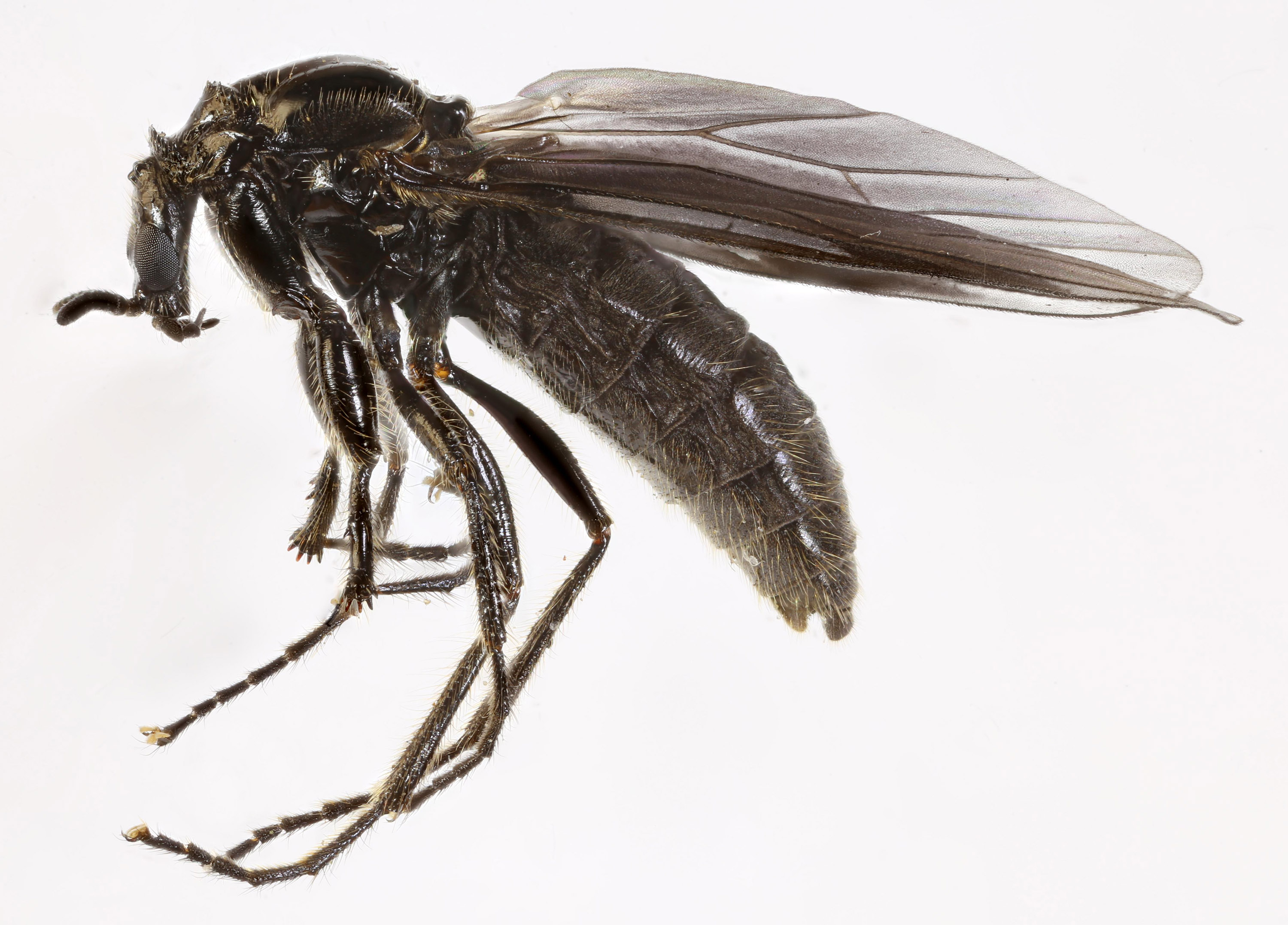
Dilophus febrilis ♀.

### Publication originale
- [1937] Nicolas Théobald, « Les insectes fossiles des terrains oligocènes de France 473 p., 17 fig., 7 cartes,13 tables, 29 planches hors texte », Bulletin Mensuel de la Société des Sciences de Nancy et Mémoires de la Société des sciences de Nancy, Imprimerie G. Thomas,‎ 1937, p. 1-473 (ISSN 1155-1119 et 2263-6439, OCLC 786027547). .